# Putot-en-Auge
Putot-en-Auge är en kommun i departementet Calvados i regionen Normandie i norra Frankrike. Kommunen ligger i kantonen Dozulé som ligger i arrondissementet Lisieux. År 2022 hade Putot-en-Auge 311 invånare.

## Befolkningsutveckling
Antalet invånare i kommunen Putot-en-Auge
Referens:INSEE